# Wang Jian (Shu antérieur)

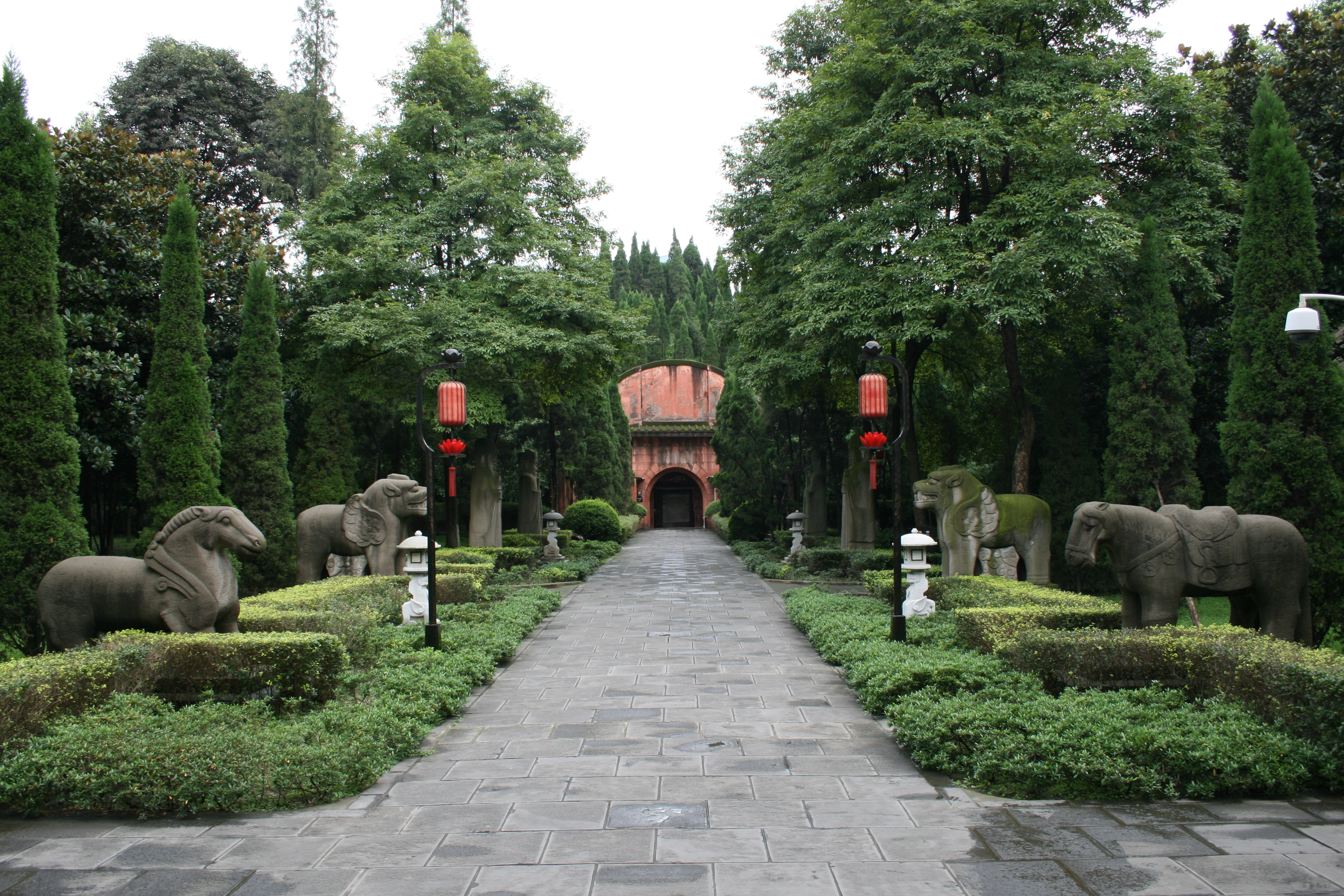
Tombe de Wang Jian à Chengdu.

Wang Jian, né en 847 et mort le 11 juillet 918, prénom de courtoisie Guangtu (光圖), anciennement empereur Gaozu des Shu ((前)蜀高祖), est l'empereur fondateur du royaume Shu antérieur pendant l'époque des Cinq Dynasties et Dix Royaumes, en Chine.

## Biographie
Wang Jian  est enterré à Chengdu. Sa tombe a été découverte en 1943.